# مطار سنار
مطار سنار هو مطارٌ يخدم مدينة سنار في السودان، ويعد المطار الأساسي فيها.